# كأس ملك تايلاند 2010
أقيمت نهائيات كأس ملك تايلاند الأربعين في ناخون راتشاسيما بتايلاند في الفترة من 17 يناير حتى 23 يناير. كأس الملك هي مسابقة كرة قدم دولية تقام في تايلاند.
كان من المقرر في البداية أن تشارك السويد في المنافسة لكنها انسحبت لاحقًا واستبدلت بكوريا الشمالية التي انسحبت أيضًا لاحقًا، واستبدلوا بسنغافورة. نقلت البطولة إلى شمال شرق تايلاند لأول مرة في محاولة للاتحاد التايلاندي لكرة القدم الترويج للعبة في جميع أنحاء البلاد.

## الملاعب
| محافظة ناخون راتشاسيما |
| ---------------------- |
| 80th Birthday Stadium  |
| السعة: 25,000          |
|                        |

## المنتخبات
- Denmark
- منتخب بولندا لكرة القدم
- منتخب سنغافورة لكرة القدم
- منتخب تايلاند لكرة القدم

## المباريات
| الفريق             | لعب | ف | ت | خ | أ.له | أ.ع | أ.ف | نقاط |
| ------------------ | --- | - | - | - | ---- | --- | --- | ---- |
| Denmark League XI ‏ | 3   | 3 | 0 | 0 | 11   | 2   | +9  | 9    |
| بولندا             | 3   | 2 | 0 | 1 | 10   | 5   | +5  | 6    |
| تايلاند            | 3   | 1 | 0 | 2 | 2    | 6   | −4  | 3    |
| سنغافورة           | 3   | 0 | 0 | 3 | 2    | 12  | −10 | 0    |

| Denmark League XI ‏                           | 3–1 | بولندا             |
| -------------------------------------------- | --- | ------------------ |
| Rieks 22' · مورتن راسموسن 48' · يسبر بيخ 60' |     | سوافومير بيشكو 26' |

| تايلاند            | 1–0 | سنغافورة |
| ------------------ | --- | -------- |
| سوتي سوكسومكيت 59' |     |          |

| سنغافورة        | 1–5 | Denmark League XI ‏                                                                         |
| --------------- | --- | ------------------------------------------------------------------------------------------ |
| فازرول نواز 84' |     | جيم لارسن 8' · ياكوب بولسن 19' (ركلة.) · رايكو ليكيتش 35' · ميكيل ثايغيسين 48' · Rieks 80' |

| بولندا                                                 | 3–1 | تايلاند                    |
| ------------------------------------------------------ | --- | -------------------------- |
| كاميل غليك 43' · باتريك ماليتشي 52' · مارسين روباك 87' |     | ثردساك تشايمان 90' (ركلة.) |

| بولندا | 6–1 | سنغافورة    |
| --- | --- | ----------- |
| روبرت ليفاندوفسكي 26' (ركلة.)، 37' · Iwański 45' (ركلة.) · Brożek 69' · باتريك ماليتشي 80' · توماس نوفاك 88' (ركلة.) |     | شي جياي 39' |

| تايلاند | 0–3 | Denmark League XI ‏                                          |
| ------- | --- | ----------------------------------------------------------- |
|         |     | رايكو ليكيتش 19' · جوهان أبسلونسون 37' · مارتين برنبورغ 86' |

## الفائز
| كأس ملك تايلاند            |
| -------------------------- |
| · الدنمارك · للمرة الثالثة |

## الأهداف
هدفين
- رايكو ليكيتش
- Søren Rieks
- روبرت ليفاندوفسكي
- باتريك ماليتشي

هدف
- جوهان أبسلونسون
- يسبر بيخ
- مارتين برنبورغ
- جيم لارسن
- ياكوب بولسن
- مورتن راسموسن
- ميكيل ثايغيسين
- كاميل غليك
- Maciej Iwański
- Piotr Brożek
- توماس نوفاك
- سوافومير بيشكو
- مارسين روباك
- فازرول نواز
- شي جياي
- سوتي سوكسومكيت
- ثردساك تشايمان

## روابط خارجية
- Kadra w Bangkoku[وصلة مكسورة] PZPN.PL